# 高田村 (大分県)
高田村（たかたむら）は、大分県大分郡にあった村。現在の大分市の一部にあたる。

## 地理
大野川の河口部で、東の本流と西の乙津川に囲まれた一種の輪中地帯に位置していた。

## 歴史
- 1884年（明治17年）下徳丸村・興聖寺に戸長役場設置[2]。
- 1889年（明治22年）4月1日、町村制の施行により、大分郡下徳丸村、丸亀村、関園村、鶴瀬村、常行村、南村が合併して村制施行し、高田村が発足[1][2]。旧村名を継承した下徳丸、丸亀、関園、鶴瀬、常行、南の6大字を編成[2]。
- 1893年（明治26年）10月14日、大洪水（明治26年の台風）で大きな被害を受けた[2]。
- 1954年（昭和29年）3月31日、大分郡鶴崎町、明治村、松岡村、川添村と合併し、市制施行し鶴崎市を新設して廃止された[1][2]。

### 地名の由来
中世高田荘、近世の地域称による。

## 産業
- 農業、ゴボウ、鍛冶[2]

## 教育
- 1876年（明治9年）高田小学校開校[2]。